# Ouratea multibracteata
Ouratea multibracteata là một loài thực vật có hoa trong họ Ochnaceae. Loài này được Steyerm. ex Sastre mô tả khoa học đầu tiên năm 2001.